# El Sobrante
El Sobrante ist eine Stadt im Contra Costa County im US-Bundesstaat Kalifornien, Vereinigte Staaten, mit 11.300 Einwohnern (Stand: 2004). 

## Lage
Die geographischen Koordinaten sind: 37,98° Nord, 122,29° West. Damit liegt die Stadt im Großraum von San Francisco und grenzt östlich an Richmond an. Im Osten der Stadt liegt das San Pablo Reservoir Parkland, im Südwesten die San Pablo Ridge, im Nordosten die Sobrante Ridge. El Sobrante liegt ca. 50 m über NN.
Das Stadtgebiet hat eine Größe von 8,0 km².

## Geschichte
Die Gegend war zunächst von den Huchiun-Indianern besiedelt, die zu den um die San Francisco-Bay siedelnden Ohlone-Stämmen zählen. Mit der Ankunft der Weißen erfolgte die Zwangsmissionierung durch die Missionsstation in San Francisco. Als Mexiko zu Beginn des 19. Jhs. die Unabhängigkeit von Spanien erlangte, wurden auch die Huchiun, die von den Spaniern in San Francisco eingesperrt oder versklavt worden waren, in die Freiheit entlassen; ihren Besitz hatten sich aber inzwischen die Weißen angeeignet. Es entstanden in der Gegend zwei große Latifundien: die Rancho de San Pablo und die Rancho El Sobrante. 1848 fiel Kalifornien an die Vereinigten Staaten. Zu Beginn des 20. Jhs. wurden die beiden Ranches in kleine Parzellen aufgeteilt und an Neusiedler verkauft. Mit dem Anwachsen von San Francisco entwickelte sich auch El Sobrante zu einer typischen Vorortgemeinde mit einem hohen Anteil an Pendlern.

## Bevölkerung
Die Bevölkerung von El Sobrante setzt sich wie folgt zusammen: 60,4 % Weiße, 15,6 % Hispanics, 12,2 % Schwarze, 12,5 % Asiaten, 2,4 % Indianer. Als Herkunftsland der Vorfahren geben an: 11,2 % Deutschland, 10,3 % Irland, 7,3 % England, 6,4 % Italien. Das durchschnittliche Pro-Kopf-Einkommen beträgt $ 24.525. 9,5 % der Bevölkerung leben unterhalb der Armutsgrenze.

## Einrichtungen
El Sobrante verfügt an öffentlichen Schulen über eine Junior High- und vier Grundschulen, an Privatschulen über eine Waldorfschule und zwei Schulen kirchlicher Trägerschaft.